# Lispoides uniseta
Lispoides uniseta är en tvåvingeart som beskrevs av Malloch 1934. Lispoides uniseta ingår i släktet Lispoides och familjen husflugor.
Artens utbredningsområde är Peru. Inga underarter finns listade i Catalogue of Life.